# كمسار
كسمار هي مدينة ساحلية في غينيا، غرب إفريقيا. وهي أيضًا محافظة فرعية تتبع محافظة بوكي في إقليم بوكي. تقع على مصب نهر نونيز.

## المواصلات
لديها خط سكة حديد قياسي ينقل البوكسيت من المنجم في سنغاريدي إلى الميناء.

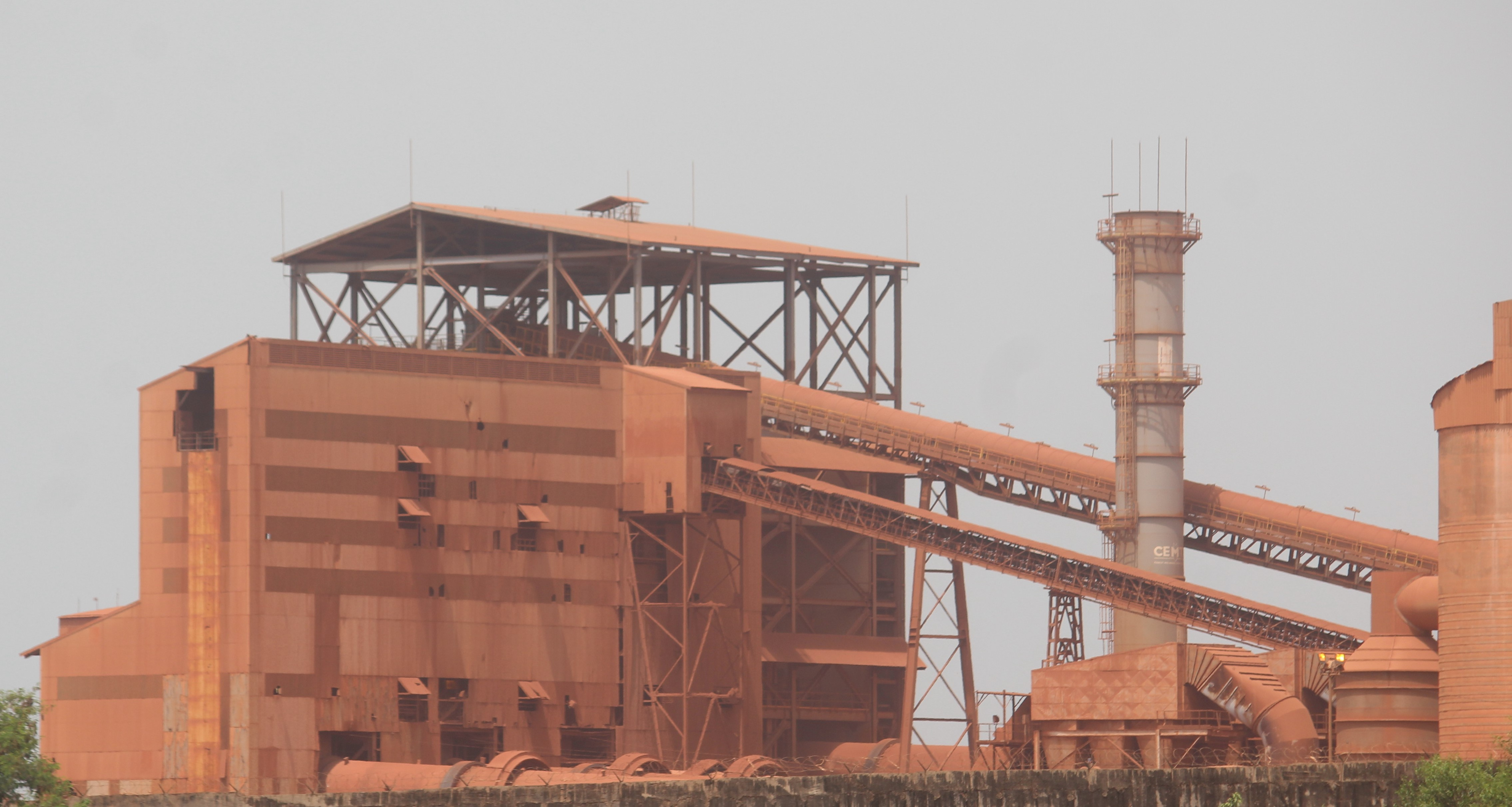
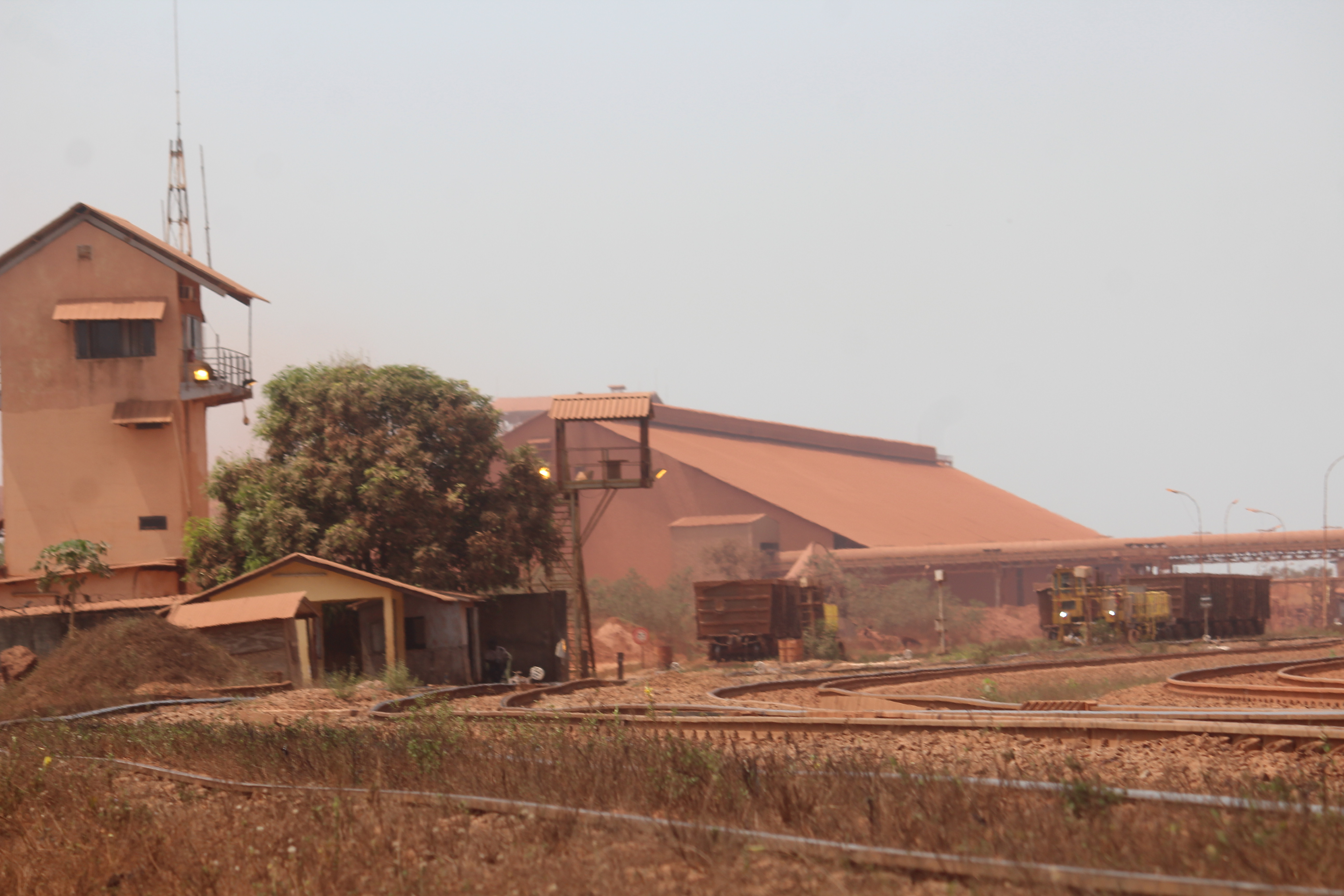
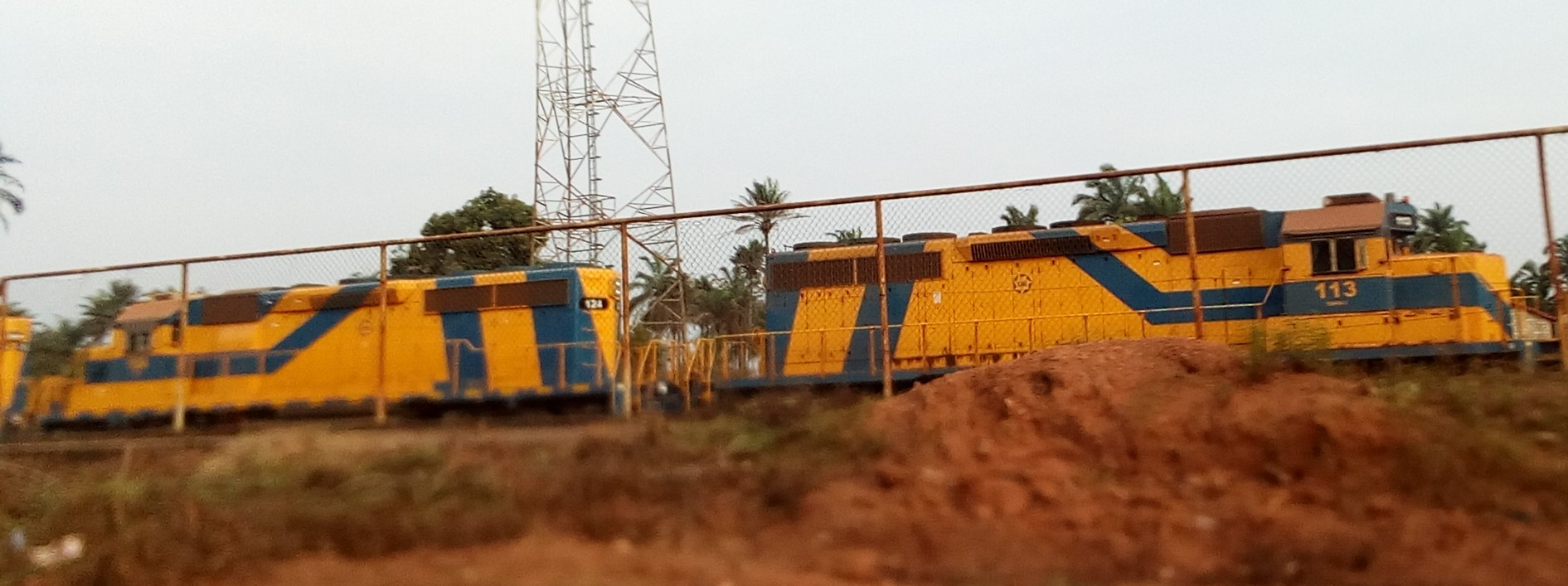

يخدم المدينة مطار كاواس.

## مناخ
تتمتع كامسار بمناخ الرياح الموسمية الاستوائية (Am) مع القليل من الأمطار أو منعدمة من ديسمبر إلى أبريل، وهطول الأمطار الغزيرة إلى الغزيرة للغاية من يونيو إلى أكتوبر مع هطول أمطار معتدلة في مايو ونوفمبر.
| البيانات المناخية لـKamsar          | البيانات المناخية لـKamsar | البيانات المناخية لـKamsar | البيانات المناخية لـKamsar | البيانات المناخية لـKamsar | البيانات المناخية لـKamsar | البيانات المناخية لـKamsar | البيانات المناخية لـKamsar | البيانات المناخية لـKamsar | البيانات المناخية لـKamsar | البيانات المناخية لـKamsar | البيانات المناخية لـKamsar | البيانات المناخية لـKamsar | البيانات المناخية لـKamsar |
| الشهر                               | يناير                      | فبراير                     | مارس                       | أبريل                      | مايو                       | يونيو                      | يوليو                      | أغسطس                      | سبتمبر                     | أكتوبر                     | نوفمبر                     | ديسمبر                     | المعدل السنوي              |
| ----------------------------------- | -------------------------- | -------------------------- | -------------------------- | -------------------------- | -------------------------- | -------------------------- | -------------------------- | -------------------------- | -------------------------- | -------------------------- | -------------------------- | -------------------------- | -------------------------- |
| المتوسط اليومي °م (°ف)              | 26.2 (79.1)                | 26.4 (79.6)                | 27.9 (82.3)                | 28.7 (83.6)                | 28.4 (83.2)                | 26.8 (80.3)                | 25.9 (78.7)                | 25.7 (78.3)                | 25.8 (78.5)                | 26.3 (79.4)                | 26.3 (79.4)                | 24.9 (76.9)                | 26.6 (79.9)                |
| معدل هطول الأمطار مم (إنش)          | 0 (0)                      | 0 (0)                      | 0 (0)                      | 6 (0.2)                    | 72 (2.8)                   | 305 (12.0)                 | 772 (30.4)                 | 999 (39.3)                 | 465 (18.3)                 | 304 (12.0)                 | 70 (2.8)                   | 5 (0.2)                    | 2٬998 (118)                |
| المصدر: Climate-Data.org (rainfall) |                            |                            |                            |                            |                            |                            |                            |                            |                            |                            |                            |                            |                            |

## روابط خارجية
- خريطة السكك الحديدية (الخط الرمادي)